# 阿博伊索
阿博伊索是西非國家科特迪瓦的城鎮，也是南科莫埃區的首府，位於該國東南部阿比讓以東116公里，毗鄰與加納接壤的邊境，2010年人口42,658。